# 杉原谷村
杉原谷村（すぎはらだにむら）は、兵庫県多可郡にあった村。現在の多可町加美区の北半にあたる。

## 地理
- 山岳：篠ヶ峰、竜ヶ岳、三国岳、千ヶ峰
- 河川：杉原川

## 歴史
- 1889年（明治22年）4月1日 - 町村制の施行により、大河村・大箸村・門三原村・杉部村・清島村の区域をもって発足。
- 1955年（昭和30年）1月1日 - 松井庄村と合併して加美村が発足。同日杉原谷村廃止。